# Pagalungan
Pagalungan is een gemeente in de Filipijnse provincie Maguindanao op het eiland Mindanao. Bij de laatste census in 2007 had de gemeente ruim 31 duizend inwoners.

## Geografie

### Bestuurlijke indeling
Pagalungan is onderverdeeld in de volgende 12 barangays:
| - Bagoenged - Buliok - Dalgan - Damalasak - Galakit - Inug-ug | - Kalbugan - Kilangan - Kudal - Layog - Linandangan - Poblacion |

## Demografie
Pagalungan had bij de census van 2007 een inwoneraantal van 31.052 mensen. Dit zijn 5.144 mensen (19,9%) meer dan bij de vorige census van 2000. De gemiddelde jaarlijkse groei komt daarmee uit op 2,53%, hetgeen ongeveer gelijk is aan het landelijk jaarlijks gemiddelde over deze periode (2,04%). Vergeleken met de census van 1995 is het aantal mensen met 8.613 (38,4%) toegenomen.

De bevolkingsdichtheid van Pagalungan was ten tijde van de laatste census, met 31.052 inwoners op 898,76 km², 34,5 mensen per km².